# Ємельянова Юлія Іванівна
Юлія Іванівна Ємельянова (нар. 29 грудня 1975) — українська футболістка, нападниця клубу «Схід» (Стара Маячка). Виступала в збірній України.

## Клубна кар'єра
Народилася в Херсоні. Футбольну кар'єру розпочала в 2002 році в команді з рідного міста — «Южанка». У 2009 році виїхала до Росії, де підписала контракт з воронезькою «Енергією». Дебютувала за воронезький колектив 17 жовтня 2009 року в переможному (2:0) виїзному поєдинку проти «Зірки» (Звенигород). Юлія вийшла на поле на 55-й хвилині, замінивши Тетяну Романенко. Дебютним голом у футболці «Енергії» відзначилася 30 квітня 2011 року на 39-й хвилині переможного (7:0) домашнього поєдинку 3-о туру чемпіонату Росії з футболу проти «Мордовочки». Ємельянова вийшла на поле в стартовому складі та відіграла увесь матч. У воронезькому клубі відіграла два з половиною сезони, за цей час у Вищій лізі зіграла 38 матчів та відзначилася 8-а голами. Під час зимової перерви сезону 2011/12 років перейшла до «Ізмайлово». У складі нового клубу дебютувала 6 червня 2012 року в нічийному (2:2) виїзному поєдинку 18-о туру чемпіонату Росії проти воронезької «Енергії». Юлія вийшла на поле на 77-й хвилині, замінивши Ксенію Лазареву. У складі «Ізмайлово» зіграла 9 матчів у чемпіонаті Росії.
По завершенні сезону повернулася до України. Виступає в клубі першої ліги «Схід» (Стара Маячка).

## Кар'єра в збірній
Восени 2011 року зіграла за збірну України в двох матчах групового етапу кваліфікації Чемпіонату Європи 2013.